# Eugen Balluseck
Eugen Balluseck (* 1821 oder 1823 in Carlsruhe (Oberschlesien), heute Pokój; † 25. März 1864 in Bolkenhain (Niederschlesien), heute Bolków) war ein preußischer Jurist und Parlamentarier. 

## Name und Lebensdaten
Über Balluseck ist wenig bekannt und die Angaben variieren zum Teil. So wird der Name in Bernd Haunfelders Kurzbiografie im Handbuch für das Preußische Abgeordnetenhaus ebenso wie in den Kösener Korpslisten als Ballussek angegeben, doch die amtlichen Quellen, etwa das Namens-Verzeichnis der Mitglieder des Hauses der Abgeordneten, sind sich bezüglich der Schreibung Balluseck einig. Sein Vater, im Abiturientenverzeichnis des Friedrichsgymnasiums zu Breslau als „Collegienrath“ bezeichnet, war Andreas Friedrich Balluseck (1782–1849), auch als Fedor Andrejewitsch (bzw. Andrejewicz) Balluseck bekannt, denn dieser, Leibarzt bei Eugen von Württemberg, dem Besitzer von Gut Carlsruhe, hatte im Russischen Reich diesen Rang bekleidet, und auch der im Abiturientenverzeichnis angegebene Geburtsort Carlsruhe passt dazu. Bei seinem Vater war die Uneinheitlichkeit der Schreibung des Namens noch prononcierter. Verschiedene Ausgaben des Hof- und Staatshandbuchs schrieben ihn Ballussek, doch in der Memoirenliteratur sowie einer ganzen Reihe von genealogischen Veröffentlichungen erscheint er wiederum als Balluseck, was mithin als die etablierte Schreibung anzusehen ist.
Während das Todesdatum sowie der Sterbeort als gesichert angesehen werden können, gilt dies nicht vom Geburtsdatum. Haunfelder gibt 1823 als Geburtsjahr an, was auch zu dem kurzen Nekrolog in den Schlesischen Provinzialblättern passt, dem zufolge Balluseck 1864 im 42. Jahr, also mit 41 Jahren, gestorben ist. In der niederländischen Wikipedia wird hingegen, offenbar gestützt auf genealogische Einträge, 1821 vermutet. Dies harmoniert wiederum besser mit der Altersangabe im Abiturientenverzeichnis, wo für Balluseck 1841 ein Alter von 19 3/4 Jahren angegeben wird.

## Leben
Eugen Balluseck besuchte das Friedrichs-Gymnasium in Breslau und legte dort zu Michaelis 1841 das Abitur ab. Danach studierte er Rechtswissenschaften an der Schlesischen Friedrich-Wilhelms-Universität Breslau und wurde dort Mitglied des Corps Silesia Breslau. Zunächst Gerichtsassessor in Glatz, wurde er 1853 zum Kreisrichter am Kreisgericht Namslau ernannt. Er wurde 1859 im Wahlkreis Breslau 6 mit den Wahlbezirken Oels, Groß Wartenberg und Namslau in das Preußische Abgeordnetenhaus gewählt und gehörte dort der sogenannten „Fraktion Mathis“ an, die meist als Nachfolgerin der Wochenblattpartei und Vorläuferin der Freikonservativen Partei verstanden wurde, also zwischen Konservativen und Liberalen stand. 1860 wurde Balluseck zum Rechtsanwalt und Notar beim Kreisgericht Striegau, mit Wohnsitz in Bolkenhain, ernannt und legte daraufhin sein Abgeordnetenmandat nieder. Im Februar 1864 wurde er in gleicher Eigenschaft an das Kreisgericht Glatz versetzt, starb aber bereits im März in Bolkenhain.